# ブランドン・ティーナ
ブランドン・ティーナ（Brandon Teena 、生誕時はTeena Renae Brandon、1972年12月12日 - 1993年12月31日）は、アメリカのトランスジェンダー男性（男性の性同一性を持つが、身体は女性）であり、ネブラスカ州フンボルトで起こった強姦・殺害事件の被害者である。1999年にアカデミー賞を受賞した映画『ボーイズ・ドント・クライ』と、その下敷きとなったドキュメンタリー映画『ブランドン・ティーナ・ストーリー』（1998年）のモデルとなった。どちらの映画も法的・医療的差別がティーナの惨死を招いたとしている。
この事件は後年に起きたマシュー・シェパード殺害事件と共に、アメリカにおけるヘイトクライム禁止法制定推進の原動力となった。

## プロフィール
ブランドンことティーナ・レニー・ブランドン は、ネブラスカ州リンカーンにて父パトリック と母ジョアンのもとに2人目の子として生まれた。父は彼が生まれる8カ月前に自動車事故で亡くなっている。母によると名前の由来はティナ・マリーという名のジャーマンシェパードであったという。姉タミーが6歳、ティーナが3歳になるまではリンカーンで母方の祖母に育てられ、それから母のもとへ引き取られた。リンカーン近郊のパイン・エーカーに住み、母は婦人用品店で働いて生計を支えた。ティーナも姉タミーも幼少時から何年にも渡って叔父に性的虐待を受けており、この件についてティーナは長じてからカウンセリングを受けようとしたことがある。母ジョアンは1975年に再婚したが、相手のアルコール依存症が原因で5年後に離婚した。家族はティーナのことを幼少時よりお転婆と思っていたが、ティーナは青年期には自分は男性であると性自認するようになり、女子とデートすることもあったという。母ジョアンは彼の性自認を拒絶し、あなたは娘であると言い続けた。ティーナ（以後ブランドン）は自分がインターセクシャルだと考えたが、これはのちに誤りと分かった。
ブランドンは姉とともに小学校からハイスクールに進み、同級生たちには社交下手な子だと思われていた。ハイスクール2年次のときに彼はキリスト教を捨てた。学校の神父にキリスト教理にある禁欲の教え・ホモセクシュアリティーを禁じる教えを説かれたためである。同時に学則の服装規定に反して、より男性的な服装で通うようになった。最終学年次に学校をアメリカ軍採用官が訪れ、生徒たちに軍への登録を呼びかけた。ブランドンは18歳になって間もなくアメリカ陸軍に登録して湾岸戦争に従軍することを望んだが、男性として登録したペーパーテストで落とされた。
18歳になったブランドンは胸を布で巻いて少年に見えるよう工夫し、友人たちとスケート場へ遊びに行くようになった。13歳の少女や14歳の少女ヘザー とデートを重ねるようになり、日常的に男性の服を着るようになった。卒業式も間近になるとクラスでも目立つ存在になっており、同級生は「ひょうきんもの」だったと記憶している。学校をさぼるようにもなり、単位も落とし、卒業式の3日前に学校を放逐された。
その夏には初めて本格的にヘザーと付き合い始め、同棲するためのトレーラーハウスを買おうとガソリンスタンドの従業員になる。しかし母ジョアンはこの恋愛を認めず、その関係がプラトニックであるかそうでないかを確認するために、娘にティーナでいることを強制した。
19歳の1月、ブランドンは精神鑑定を受けに行き、深刻な「性自認危機」に陥っていると診断される。その後、自殺願望があるかどうかを調べるために他のセンターにも送られている。3日後にセンターを退院し、母や姉同席でセラピーに参加するようになった。彼は気が進まないながらも自身のセクシュアリティーについて話そうとしたが、結果として過去のレイプ体験が明るみに出ただけで、セラピーは2週間後に打ち切られた。
20歳になるといくつかの法的トラブルに見舞われたため、ネブラスカ州リチャードソン郡へ転居し、男性としての生活を始め、地域住民とも親しくなった。リサ・ランバートの家でホームシェアを始めると、その友人である19歳のラナ・ティスベルとデートを重ねるようになる。また、22歳のジョン・L・ロッターやマーヴィン・トーマス・ニッセンと知り合いになる。
1993年の12月19日、ブランドンは小切手偽造で逮捕され、ティスベルが保釈金を支払った。留置所の女性部屋にいたために、ティスベルにトランスジェンダーであることがばれてしまう。彼女に性別について尋ねられると、自分はインターセクシャルであり性別適合手術（SRS）を受けようと思っていると話す。その後も彼らはデートを続けた（この部分については、ティスベルは映画『ボーイズ・ドント・クライ』に関する訴訟で反論している）。ブランドンが逮捕されたことは地元紙の記事になり、生誕時の名前が一緒に掲載されたため、女性として生まれたことが知り合いに気づかれることとなった。

## 事件
クリスマスイブのパーティーで、ニッセンとロッターはブランドンを捕まえてパンツを下ろし、ティスベルにブランドンが身体的に女であると確認させようとした。ティスベルはその暴行を言葉で制止することもなくただ見ていた。ロッターとニッセンはその後ブランドンに暴行を加え、車に無理やり押し込み、リチャードソン郡の食肉包装工場で彼を再度暴行してレイプした。ニッセンの家に戻りシャワーを浴びるよう指示されると、ブランドンは浴室の窓から逃げ出してティスベルの家に向かった。ニッセンとロッターにはレイプを警察に届け出るな、さもないと「永遠に黙らせることになる」と脅されていたが、ティスベルに届け出るよう勧められてその気になる。病院のER（救急処置室）でレイプ・キット検査（レイプ被害者の身体に残る加害者のDNA情報を採取する）を受けた（そのサンプルはのちに紛失した）。チャールズ・B・ルークス保安官がレイプに関する聞き取り調査をしたが、トランスジェンダーについて根掘り葉掘り尋ねる様子が失礼かつ不親切に感じたブランドンは質問に答えるのを拒む。ニッセンとロッターは警察に届けられたことを知ってブランドンを探し始めるが見つけられず、3日後に警官の訪問を受ける。しかし証拠不十分だとしてルークス保安官は彼らを逮捕しなかった。
31日の午前1時ごろ、ニッセンとロッターはランバートの家に押し入り、寝ていた彼女を叩き起こしてブランドンの居場所を聞き出そうとした。ランバートは決して教えようとしなかったが、ニッセンがベッドの下に隠れていたブランドンを見つける。彼らはこの家にほかに誰がいるかランバートに尋ね、フィリップ・デバイン（当時ティスベルの姉と交際していた）がいるとの答えを得ると、ランバートの幼児の目の前でブランドンとランバート、デバインを撃ち殺した。ニッセンはのちに法廷で、ブランドンが撃たれて痙攣していたので、確実に殺すためにロッターにナイフを借りて胸を刺したと証言している。ニッセンとロッターは殺人の容疑で逮捕された。
ブランドンの亡骸はネブラスカ州リンカーンにある墓地に埋葬され、その墓碑には生誕時の名前とともに「娘であり、妹であり、そして友であった」と記されている。
ニッセンはロッターも殺人を犯したと証言した。刑期を短縮する取引のためにレイプと殺人の罪を認め、ロッターの法廷でも証言を行い、終身刑を宣告された。ロッターはニッセンの証言の正当性を否定したが、陪審がロッターにも殺人罪を認めたために死刑が宣告された。のちにニッセンは自身が単独でブランドンを撃ち、ロッターは殺人罪を犯していないとする新たな証言を行い、ロッターはこれを基に無罪を主張したが、ネブラスカ最高裁は彼らが共同して殺人を行ったのは明らかであり、どちらが撃ったかは関係ないとしてこの申し立てを棄却した。その後合衆国連邦裁判所、続いて合衆国最高裁判所にも申し立てが行われたが棄却されている。

## 文化、法への影響
ブランドンはホルモン補充療法（HR）も性別適合手術も行っていなかったため、メディアでも彼はレズビアンだと報道されていた。ただ、性別適合手術を受けるつもりだったと報じたところもあった。
母ジョアンはリチャードソン郡とルークス保安官を、娘ティーナの死を間接的に引き起こしたとして訴え、勝訴して8万ドル以上の慰謝料を得た。ルークス保安官は、ブランドンが亡くなったあとに彼を「it」と呼んだとして批判されたが、スクールバスの運転手に落ち着くまで、郡や地域の委員などを勤め続けた。今日でもこの件で自分が取った行動について語るのを拒み、事件からちょうど20年後にコンタクトを取ろうとしたリポーターに罵声を浴びせるなどしている。
1999年にはブランドンを題材とし伝記映画『ボーイズ・ドント・クライ』が作られた。キンバリー・ピアースがメガホンを取り、ブランドン役をヒラリー・スワンクが、ティスベル役をクロエ・セヴィニーが演じ、スワンクはアカデミー主演女優賞を受賞し、セヴィニーは助演女優賞にノミネートされた。実際のティスベルは映画公開前にプロデューサーたちを相手取り、名前と肖像の無断使用だとして裁判を起こした。「怠け者で、ホワイトトラッシュ（白人低所得層の蔑称）で、極めて不快な悪意のある人間」として自分を描いていると主張し、またブランドンがトランスジェンダーだと分かったのちもティスベルが彼と付き合い続けたという部分が誤りであるとした（結局、いくらか不明だが和解金を受け取ることで訴えを取り下げた）。
母ジョアンはメディアが自分の子を「彼」や「ブランドン」と呼ぶことを公的に拒絶した。ヒラリー・スワンクがオスカーを受けとった際のスピーチで、「ブランドン・ティーナ」（娘ティーナが使用していた男性名）に感謝を述べたこと、娘ティーナを男性と言及したことを批判した。「カッとなりました」と母ジョアンは述べている。「彼女（スワンク）はあそこに立つべきじゃないし、私の子に感謝を言うべきでもない。よく知りもしないこと（私の子のこと）を使って称賛されたがる連中に私はうんざりなんです。」
イギリスのポピュラー音楽デュオペット・ショップ・ボーイズはブランドンをモデルに「Girls Don't Cry」という曲を、カナダのガレージロックバンドJPNSGRLSも「Brandon」という曲をリリースしている。
1998年にはワイオミング大学に通うマシュー・シェパードとジェームズ・バード・ジュニアがヘイトクライムによる暴行で亡くなり、ブランドンの事件のショックとともにヘイトクライム禁止法制定の機運が高まることとなる。1999年にビル・クリントン大統領が提出した法案は議会の不同意により成立せず、2007年「マシュー・シェパード法」として民主党議員ジョン・コニャーズが発案した法案は、連邦議会上院を通過したもののジョージ・W・ブッシュ大統領の拒否権行使で成立しなかった。ナンシー・ペロシ下院議長は2008年に法案を成立させようとしたが、結局法案はバラク・オバマの大統領就任後の2009年に上院を通過し、大統領が10月28日に署名したことにより成立した。